# Umsobomvu
Umsobomvu (officieel Umsobomvu Local Municipality; vroeger: Towerberg) is een gemeente in het Zuid-Afrikaanse district Pixley ka Seme.
Umsobomvu ligt in de provincie Noord-Kaap en telt 28.376 inwoners.

## Hoofdplaatsen
Umsobomvu is op zijn beurt nog eens verdeeld in zeven hoofdplaatsen (Afrikaans: nedersettings) en de hoofdstad van de gemeente is de hoofdplaats Colesberg.
- Colesberg
- Eurekaville
- Kuyasa
- Kwazamwxolo
- Lowreyville
- Norvalspont
- Noupoort